# 1509 Esclangona
1509 Esclangona هو كويكب، يقع ضمن حزام الكويكبات. اكتشف في 21 ديسمبر 1938.

## روابط خارجية
- 1509 Esclangona في قاعدة بيانات مختبر الدفع النفاث لأجرام النظام الشمسي الصغيرة

- الاكتشاف · مخطط المدار ·  العناصر المدارية · المعلمات المادية

- 1509 Esclangona على موقع ويكي سكاي: DSS2, SDSS, GALEX, IRAS, Hydrogen α, X-Ray, Astrophoto, Sky Map, Articles and images